# Constante d'Erdős-Tenenbaum-Ford
La  constante d’Erdős–Tenenbaum–Ford est une constante mathématique qui intervient en théorie des nombres. Portant le nom des mathématiciens Paul Erdős, Gérald Tenenbaum et Kevin Ford, elle est définie par 
{\displaystyle \delta :=1-{\frac {1+\log \log 2}{\log 2}}=0.0860713320\dots }
où {\displaystyle \log } est ici le logarithme népérien.

## Problème de la table de multiplication
Pour tout entier positif {\displaystyle N}, soit {\displaystyle M(N)} le nombre d’entiers distincts dans une table de multiplication {\displaystyle N\times N}. En 1960, Erdős a étudié le comportement asymptotique de {\displaystyle M(N)} et il a prouvé que  
{\displaystyle M(N)={\frac {N^{2}}{(\log N)^{\delta +o(1)}}},}
lorsque {\displaystyle N}  tend vers l’infini.

## Diviseurs
Après un travail antérieur de Tenenbaum, Ford a utilisé cette constante pour analyser le nombre {\displaystyle H(x,y,z)} d’entiers qui sont inférieurs ou égaux à  {\displaystyle x} et ont au moins un diviseur compris entre {\displaystyle y} et {\displaystyle z},,.